# そこが知りたい 特捜!板東リサーチ
『そこが知りたい 特捜!板東リサーチ』（そこがしりたい とくそう!ばんどうリサーチ）は、1999年10月から2012年12月まで中部日本放送（CBC）で放送されていた東海3県向けの情報番組。新聞のテレビ欄には『そこ知り板東リサーチ』の題で掲載されていた。

## 概要
2010年10月14日からの放送時間は、毎週木曜日の19:00 - 19:54（JST、10月14日は2時間スペシャル）。出演者・板東英二の冠番組である。
この番組は、当初は『名古屋発!新そこが知りたい』の題で火曜夜に放送されていたが、後に放送曜日を変更したのを機に『そこが知りたいBEST』と改題。さらに、案内役に板東を起用したことによって番組タイトルが変更され、『そこが知りたい 特捜!板東リサーチ』へとリニューアルした。『名古屋発!新そこが知りたい』『そこが知りたいBEST』『そこが知りたい 特捜!板東リサーチ』3番組の前身は、CBCのキー局・TBSで長年放送されていた情報番組『そこが知りたい』の名古屋バージョンである。
番組は、板東たちが東海3県各地を訪れ、その土地の旅・グルメ・レジャーなどをリポートしていた。訪れる場所は有名な行楽地は少なく、主に住宅地やオフィス街・農村・地元の人間しか知らないような穴場スポットなど、他の旅番組や情報番組ではあまりスポットが当たらないような場所が多かった。
年末年始や報道特別番組などを除いて、放送を休止することはほとんどなく、改編期の特番が短縮放送になる場合が多かった（改編期で番組を休止するのは1週のみ）ため、それに対する視聴者の抗議を受けてか、当該時期には本番組の放送を休止するようになってきた。
木曜19時台での放送だった頃には、春と秋の番組改編期にはスペシャル版がつくられ、時間枠が通常の18:55から、18:30へと早めて放送されることがあった。秋は『東京発!そこ知り…』というタイトルでラテ欄に表記され、東京にも足を伸ばした企画になるが関東では放送されない。そのほか、元日にも夕方ごろに特番が編成されていると共に、毎年8月中旬の土曜日には、『晴れ・どきドキ晴れ』の枠（9:25 - 13:54）を延長して16:30（2005年までは16:54）まで「そこ知り板東リサーチぶち抜きスペシャル」というタイトルで、過去に放送した中から好評だった回の再放送と新作ロケが放送された。CBCでは2008年4月より毎週月・水の9:55 - 10:53に再放送していたが、2009年4月より『もっとそこが知りたい板東リサーチ』のタイトルで毎週火 - 金曜の10:55 - 11:20の枠で再編集版を放送していた。
2007年8月25日放送の『世界陸上開幕!2時間SP 食い倒れ!大阪ぶらり旅』（13:25 - 15:30）は、大阪市で開催された世界陸上関連の番組として製作されたため、CBCのエリア外である大阪市の世界陸上プラザより放送を行わない毎日放送からCBCへの裏送りとなり、北海道放送・山陽放送・中国放送・長崎放送へ同時ネットされた。
2009年4月15日から2011年3月までは富山県のチューリップテレビ（TUT）でも放送されていた。2009年度からプロ野球・中日ドラゴンズ戦を放送する場合は後述するように休止となっていた。
毎年元日には2012 年までは『ニューイヤー駅伝』中継（JNN28局ネット）の後、午後に「新春スペシャル」を放送し、翌日の午前枠にて前年の新春特番が再放送されていたが後述するように2013年は放送中止となっている。 
2010年秋改編で、水曜19時台にDAIGO司会のローカル番組『お宝発信タワー DAI-NAMO』が開始されたことに伴い、当番組は同年10月14日から1年半ぶりに木曜19時台の放送に戻った。これにより、CBCではTBS制作の単発枠『スパモク!!』の同時ネットを打ち切り週末の午後に移行、週に2回ゴールデンタイムにCBCのローカル番組が放送されることになった。この枠移動によりTUTでは『スパモク!!』の同時ネットを優先し、本番組は金曜13:55-14:55での遅れネットとなった。水曜19時の『 - DAI-NAMO』は2011年9月に終了し、以降はTBS同時ネット枠に切り替わっている。
2011年に入ってからは月に1回は必ず2時間スペシャルを放送していた。
2012年1月より、本番組の後の木曜20時台に新たなローカル番組『東海地方のコト なるべくちゃんと調べます!』がスタートし、CBCにとっては開局以来初めてとなる「19時台・20時台にレギュラーローカル番組を連続放送」という編成となった。
2012年10月より、放送枠を月曜19時台に移動。10月8日の放送は30分前倒しの18時30分から放送となった。

## 番組終了
2012年12月に板東の所属事務所の所得隠し発覚を受け、CBCは2013年元日の新作と翌2日の2012年の再放送を予定していた新春特番の放送を中止した。CBCと同日放送予定を組んでいた別の2局のうち、北陸放送ではCBC共々当該時間帯をTBS同時ネットに変更したが、長崎放送では、代わりの番組が手配できず、元日特番を通常通り放送した。
2013年1月14日から当番組は休止される事となり、これまで遅れネットとしていた、一部地域を除くTBS系列で当番組放送時間帯に放送している『私の何がイケないの?』のTBS同時ネットを暫定的に始めた。同年2月1日にCBCは当番組の打ち切りを正式に表明し、以後同枠は『私の何がイケないの?』を当番組の後枠扱いとして正式にTBS同時ネットとすることになった。これにより1992年10月開始の『名古屋発!新そこが知りたい』時代から20年余り続いていたCBC自社制作の同枠における定時ローカル番組枠は事実上幕を下ろした。

## 出演

### レギュラー
- 板東英二 - 司会

### 準レギュラー
- 久本朋子 - ほぼ毎回出演していた。
- 鉄崎幹人
- 岡田圭右（ますだおかだ）
- 木本武宏（TKO）
- なだぎ武
- きたろう
- 内山信二
- 山口もえ - 久本が登場しない週に出演。

### ナレーター
基本的にCBCのアナウンサーが週替わりで担当したが、CBCラジオで番組を受け持っているフリーのパーソナリティや声優を起用した場合もある。
- つボイノリオ
- 小堀勝啓
- 小高直子
- 森合康行
- 若狭敬一
- 丹野みどり
- ほか

つボイと小高に関してはCBCラジオの『つボイノリオの聞けば聞くほど』のように、コンビでナレーターを務める場合が多かった。

### 過去の出演者

#### 準レギュラー
- 野々村真
- 小野真弓
- 佐藤めぐみ
- 川幡由佳
- SHELLY

その他

### ゲスト出演者
- 島崎和歌子 - ひるドラ『オーバー30』の番宣を兼ねて出演。ドラマには板東も出演していた。
- 久本雅美 - 2009年4月15日の枠移動1回目の放送で出演。妹・朋子との姉妹共演が実現した。

その他

## スタッフ
- プロデューサー：伊藤司（CBC）
- 制作協力：オフィスメイ・ワーク、名古屋東通企画、中日本制作所
- 製作著作：CBC

## ネット局
- 中京広域圏：中部日本放送（CBC） - 制作局
- 富山県：チューリップテレビ（TUT） 
  - 2010年9月まではCBCと同時ネット、2010年10月からは金曜13:55に変更。2011年3月にレギュラー放送を終了して不定期放送へ移行した。

先述の通り、CBCで中日戦を生中継する場合は休止していたが、チューリップテレビでは同時ネット開始前の未放送回か『ニッポンど真ん中!』や自社制作番組などを放送していた。

## 名古屋民放5局による相乗り企画
- 名古屋民放5局（CBC、東海テレビ、メ〜テレ、中京テレビ、テレビ愛知）による地上デジタル推進特番『民放5局史上最大のコラボレーション!地デジ夏祭り2006』に先駆け、各局の人気番組の出演者が他局の番組にゲスト出演するコラボ企画が行なわれた際、『そこが知りたい 特捜!板東リサーチ』にはメ〜テレの『ウドちゃんの旅してゴメン』からキャイ〜ンのウド鈴木が出演し、『板東リサーチ』からは板東英二が東海テレビの『ぐっさん家〜THE GOODSUN HOUSE〜』に出演した。

## その他
- 2010年8月までは、一部地域を除き『時短生活ガイドSHOW』とは異なり、ヒッチハイクに『世界笑える!ジャーナル』などの番組の番宣を流していた（CBCでは放送していなかった）。
- 2009年6月から9月にかけてTBSと一部の系列局で水曜20時枠に放送の『激安バラエティー』にも、板東が激安の神様としてレギュラー出演していたが、CBCとTUTではネットされていない状況だった。
- 不定期で『なるほどプレゼンター!花咲かタイムズ』とのコラボレーションスペシャルを放送していた。